# Microserica mutabilis
Microserica mutabilis är en skalbaggsart som beskrevs av Hermann Burmeister 1855. Microserica mutabilis ingår i släktet Microserica och familjen Melolonthidae. Inga underarter finns listade i Catalogue of Life.